# Auf einem Baum ein Kuckuck
Auf einem Baum ein Kuckuck (auch Auf einem Baum ein Kuckuck saß) ist ein deutsches Kinderlied (bewegtes Singspiel), Volkslied und Gedicht aus dem Bergischen Land (19. Jahrhundert). Der Texter und der Komponist sind unbekannt. 1838 erschien es in Erk-Irmers Deutschen Volksliedern 1. Eine frühe Fassung steht auch in einer kleinen Sammlung mit Karnevalsliedern, Narhalla-Lieder, Mainz um 1842. Seit etwa 1900 ist das Lied vielfach im Repertoire von Gebrauchsliederbüchern aus dem Wandervogel und der Bündischen Jugend und in Wanderliederbüchern.
Die Bedeutung des Textes dieses sehr bekannten Volksliedes ging im Laufe der Zeit verloren. So symbolisiert der „Kuckuck“ möglicherweise die Freiheit und den Widerstand, der „Jäger“ verkörpert den absolutistischen Herrscher, der die Freiheitsgedanken unterdrücken, gar ausmerzen möchte. Doch die Wünsche nach Freiheit kommen immer wieder.
Bekannte Interpreten des Liedes sind Nena, P.R. Kantate, Rio Reiser und Hannes Wader.

## Textversionen
| Auf einem Baum ein Kuckuck, – Sim sa la dim, bam ba, sa la du, sa la dim Auf einem Baum ein Kuckuck saß. Da kam ein junger Jäger, – Sim sa la dim, bam ba, sa la du, sa la dim Da kam ein junger Jägersmann. Der schoß den armen Kuckuck, – Sim sa la dim, bam ba, sa la du, sa la dim Der schoß den armen Kuckuck tot. Und als ein Jahr vergangen, – Sim sa la dim, bam ba, sa la du, sa la dim Und als ein Jahr vergangen war. Da war der Kuckuck wieder, – Sim sa la dim, bam ba, sa la du, sa la dim Da war der Kuckuck wieder da (auch: lebendig). Da freuten sich die Leute, – Sim sa la dim, bam ba, sa la du, sa la dim Da freuten sich die Leute sehr. | Auf einem Baum ein Kuckuck – sim sa la dim bam ba sa la du sa la dim, Auf einem Baum ein Kuckuck saß. Da kam ein junger Jäger – sim sa la dim bam ba sa la du sa la dim, da kam ein junger Jägersmann: Der schoß den armen Kuckuck – sim sa la dim bam ba sa la du sa la dim, der schoß den armen Kuckuck todt! |

## Melodie
Die Melodie nach Ludwig Erk, Wilhelm Irmer: Die deutschen Volkslieder mit ihren Singweisen, Berlin 1838, S. 21:

## Sonstiges
In Schweden, Norwegen und Dänemark gibt es ein verwandtes Kinderlied (aufgezeichnet vor 1886). Der Vogel ist in dieser Liedparallele allerdings ein Rabe. Auf Dänisch gibt es einen übersetzten Frühbeleg mit den drei Strophen bei Erk-Irmer (1838), Hoch auf einem Ast eine Krähe saß … ein hässlicher Jäger schießt die arme Krähe vom Baum, in einem Theaterstück von J. L. Heiberg, datiert 1840.
In dem Lied Die Eier von Satan (1996) der Band Tool trägt Marko Fox (von der Band ZAUM) als Gastsänger ein Rezept für Haschkekse vor, in dem „simsaladimbambasaladusaladim“ einen Zauberspruch (er sagt „die Zauberwörter“) darstellt. Das Lied ist original auf Deutsch verfasst, nicht wie alle anderen Lieder von Tool, auf Englisch.